# یودرا (میسیسیپی)
یودرا (به انگلیسی: Eudora) یک منطقهٔ مسکونی در ایالات متحده آمریکا است که در شهرستان دسوتو، میسیسیپی واقع شده‌است. یودرا ۹۵ متر بالاتر از سطح دریا واقع شده‌است.